# Кашуэйра (муниципалитет)
Кашуэйра (порт. Cachoeira) — муниципалитет в Бразилии, входит в штат Баия. Составная часть мезорегиона Агломерация Салвадор. Входит в экономико-статистический микрорегион Санту-Антониу-ди-Жезус. Население составляет 31 966 человек на 2006 год. Занимает площадь 398,472 км². Плотность населения — 80,2 чел./км².

## История
Город основан 27 декабря 1693 года.

## Статистика
- Валовой внутренний продукт на 2003 год составляет 127 751 035,00 реалов (данные: Бразильский институт географии и статистики).
- Валовой внутренний продукт на душу населения на 2003 год составляет 4087,51 реалов (данные: Бразильский институт географии и статистики).
- Индекс развития человеческого потенциала на 2000 год составляет 0,681 (данные: Программа развития ООН).